# Tim Breaux
Timothy Duron Breaux  (Baton Rouge, Luisiana; 19 de septiembre de 1970) es un exjugador de baloncesto estadounidense. Con 2.01 de estatura, jugaba en la posición de alero. 

## Equipos
- High School. Zachary, Luisiana.
- 1988-1992 Universidad de Wyoming
- 1992-1993 Sioux Falls Skyforce
- 1993-1994 Valvi Girona. Lesionado en pretemporada.
- 1993-1994 Tours Basket
- 1993-1994 Pamesa Valencia
- 1994 Trotamundos de Carabobo
- 1994-1996 Houston Rockets
- 1996-1997 Sioux Falls Skyforce
- 1996-1997 Rockford Lightning. Juega los Play-Off.
- 1997-1998 Milwaukee Bucks. Firma como agente libre.
- 1997-1998 Idaho Stampede
- 1997-1998 Cáceres Club Baloncesto
- 1998-1999 Galatasaray Estambul
- 1999-2000 Zuchetti Montecatini
- 2000-2001 Brandt Hagen
- 2003-2004 Yakima Sun Kings